# Leigh Kasperek
Leigh Meghan Kasperek (* 15. Februar 1992 in Edinburgh, Vereinigtes Königreich) ist eine schottische Cricketspielerin, die seit 2015 für die neuseeländischen Nationalmannschaft spielt.

## Kindheit und Ausbildung
Aufgewachsen in Edinburgh spielte sie in den Altersgruppen-Mannschaften für Schottland.

## Aktive Karriere
Ihr Debüt für die schottische Nationalmannschaft absolvierte sie im Alter von 15 Jahren, als sie gegen englische County Teams im County Challenge Cup 2007 spielte. In der Saison 2011/12 ging sie nach Australien, um für Western Australia in der Women’s National Cricket League 2011/12 zu spielen. In England spielte sie dann für Essex, um im folgenden Winter nach Wellington zu gehen. Ein Jahr später spielte sie dann für Otago und qualifizierte sich für das neuseeländische Nationalteam. Daraufhin wurde sie für die Tour in Indien im Juli 2015 nominiert. Dort erzielte sie bei ihrem WODI-Debüt 3 Wickets für 39 Runs und gab auch ihr WTwenty20-Debüt. Im November traf sie mit dem Team auf Sri Lanka, wobei ihr vier Wickets (4/27) in den WODIs und drei weitere (3/7) un den WTwenty20s gelangen. In der Vorbereitung für die folgende Weltmeisterschaft erreichte sie in der WTwenty20-Serie gegen Australien zunächst 4 Wickets für 7 Runs, wofür sie als Spielerin des Spiels ausgezeichnet wurde, und dann drei Wickets (3/26). Daran schloss sich die ICC Women’s World Twenty20 2016 an, wo sie gegen Australien (3/13) und Südafrika (3/19) je drei Wickets erreichte. Im Oktober brach sie sich einen Finger und musste mehrere Monate aussetzen. Im Januar kam sie wieder zurück ins Team, doch brach sie sich erneut einen Finger und musste abermals aussetzen.
Sie kam für den Women’s Cricket World Cup 2017 wieder zurück ins Team und konnte dort gegen die West Indies (3/17) und Indien (3/45) je drei Wickets erreichen. Im März 2018 kamen die West Indies nach Neuseeland. In den WODIs erreichte sie vier Wickets (4/44) und in der WTwenty20-Serie zweimal drei Wickets (3/35 und 3/35). Im Juni 2018 reiste sie mit dem Team nach Irland, wobei sie im WTwenty20 drei Wickets (3/25) erreichte. In der folgenden WODI-Serie konnte sie neben vier Wickets (4/17) im ersten Spiel auch mit 113 Runs aus 105 Bällen ihr erstes internationales Century am Schlag erzielen. Bei dem sich daran anschließenden Drei-Nationen-Turnier in England erreichte sie gegen den Gastgeber drei Wickets (3/35). In den WODIs gegen England konnte sie dann mit 5 Wickets für 39 Runs ihr erstes Five-for erzielen. Beim ICC Women’s World Twenty20 2018 gelangen ihr gegen Australien 3 Wickets für 25 Runs. Sie wurde auch für den ICC Women’s T20 World Cup 2020 nominiert, wo ihr gegen Bangladesch 3 Wickets für 23 Runs gelangen.
Nach der Unterbrechung auf Grund der COVID-19-Pandemie gelangen ihr in der WODI-Serie gegen Australien im April 2021 zunächst 6 Wickets für 46 Runs, was jedoch nicht zum Sieg ausreichte. Im letzten Spiel der Serie folgten weitere drei Wickets (3/24). Auch wechselte sie im nationalen neuseeländischen Cricket zu Wellington. Im September folgte eine Tour in England. In den WTwenty20s (3/25) und WODIs (3/31) der Serie gelangen ihr je drei Wickets. In der Folge wurde sie nicht für den Women’s Cricket World Cup 2022 nominiert, da sie nach Angaben der Selektoren nicht in die Balance des Teams passte. Sie spielte in der Folge kein WODI-Cricket mehr und wurde nur vereinzelt im WTwenty20-Team eingesetzt. Sie verlor ihren Vertrag mit dem neuseeländischen Verband und betätigte sich zwischenzeitig als Coach. So verhalf sie der schottischen Mannschaft als Assistenz-Trainerin zur Qualifikation für die WTwenty20-Weltmeisterschaft. Im Sommer 2024 kam sie zurück ins Nationalteam und wurde dann selbst für die Weltmeisterschaft als Spielerin nominiert.